# ستات3
بروتين ستات 3  هو أحد عوامل النسخ الخلوية ويرمز له في الجين البشري بـ  STAT3 . هذا البروتين يعتبر عضوا في عائلة بروتينات ستات.

## الوظيفة
ستات 3 هو عضو في عائلة بروتينات ستات. ردا على السيتوكينات وعوامل النمو، تتم فسفرة بروتين ستات 3 عن طريق مستقبلات مرتبطة بالغشاء الخلوي تسمى JAKs ، الفسفرة تقوم بتحفيز هذا البروتين لينتقل إلى نواة الخلية حيث أنها بمثابة عامل منشط للنسخ الوراثي. على وجه التحديد، STAT3 يصبح مفعل بعد فسفرة الحمض الأميني تيروزين 705 كردة فعل على عوامل مختلفة مثل إنترفيرون، انترلوكين (IL-)5 و IL-6. بالإضافة إلى ذلك، يمكنقد يتم تفعيل  تفعيل STAT3  عن طريق فسفرة الحمض الأميني سيرين 727 من خلال مستقبلات  تسمى (MAPK) وغيرها. ستات 3 يتوسط التعبير عن مجموعة متنوعة من الجينات استجابة للمحفزات الخلوية، وبالتالي يلعب دورا رئيسيا في العديد من العمليات الخلوية مثل نمو الخلايا وموت الخلايا المبرمج.
أجنة الفئران الغير حاملة لجين ستات 3 لا تستطيع التطور بعد اليوم الجنيني السابع عندما تبدأ مرحلة المعيدة. يبدو أن تنشيط ستات 3 ضروري للتجديد الذاتي للخلايا الجذعية الجنينية في المراحل الأولى من تطور الأجنة. 
يعتبر ستات 3 ضروري للتمايز الخلوي ل TH17 helper T cells والتي تعتبر منخرطه في أمراض المناعة الذاتية. خلال العدوى الفيروسية، الفئران المفتقرة لستات 3 في الخلايا التائية تظهر ضعف في القدرة على إنتاج خلايا T-follicular helper cells  وفشل في الحفاظ على المناعة المبنية على الأجسام المضادة  .

## الأهمية السريرية
طفرات الفقد-الوظيفي لجين ستات 3 ينتج عنه متلازمة Hyperimmunoglobulin E المرتبطة بالالتهابات المتكررة، بالإضافة إلى اختلال التطور للعظام و 
ستات 3 يمكن أن يعزز من التسرطن في حال استمرار نشاطه الدائم من خلال تحفيزه المستمر عن طريق مسارات خلوية مختلفة. كما أنه تم تبيان دور ستات 3 في تثبيط الاورام. 
زيادة نشاط ستات 3 في الخلايا السرطانية يؤدي إلى تغييرات في وظيفة المجمعات البروتينية التي تتحكم في التعبير عن الجينات الالتهابية، والتي تنتج تغيير عميق في المظهر الخلوي، ونشاطهم في الورم، وقدرتها على تكوين الورم الخبيث 

## التفاعل
تبين أن ستات 3 يتفاعل مع العديد من البروتينات مثل JAK1, Src, NFKB1, MTOR وغيرها 